# 凶悪ボンバー5人衆
凶悪ボンバー5人衆（きょうあくボンバーごにんしゅう、英: Five Bad Bombers）はボンバーマンシリーズに登場する架空の団体である。
なお、本稿では基本キャラクターのみを説明する。

## 概要
ボンバーマンの宿敵である宇宙征服を目論む悪の天才科学者「プロフェッサーバグラー」によって生み出されたボンバーマン。シリーズによっては設定が異なり、プリティボンバーはハニーが改造された姿とされていたり、ゴーレムボンバーはかつてヒゲヒゲ団に所属していたと設定されている場合もある。
『スーパーボンバーマン2』が初出。なお、キャラクター名は雑誌上の公募で採用されたものである。
『スーパーボンバーマン2』では自分達の「試作第一号」、つまり自分達にとって兄のような存在であるボンバーマン（白ボンバーマン）を連れ戻すため地球に襲来する。記憶を失っている白ボンバーマンを力尽くで誘拐し、地球侵略の目的に協力させるべく宇宙船に軟禁した。メンバーはそれぞれ要塞を持っており、各々の最深部で脱出を図る白ボンと対峙、一騎討ちに敗れると巨大ロボットに搭乗して更に白ボンバーマンを襲う。
『スーパーボンバーマン3』にて生みの親であるバグラーの手で蘇りボンバー星雲を侵略、再び白ボンバーマン・黒ボンバーマンを巨大ロボットで迎え撃つ。なお、オープニングムービーにおいて、『スパボン2』でボンバーマンに敗北しどこぞの星にて朽ちていた5人衆を、『'94』で一度ボンバーマンに敗れているバグラーが回収し甦らせる経緯が明かされ、SFC版とPCエンジン版のストーリーが融合された。
『ボンバーマンストーリー』では、2度惑星ファンタリオンを襲撃・侵略している。1度目は（ファンタリオンの）マックスとの戦いで失敗に終わり、2度目の襲撃は要塞を築きマックスを返り討ちにした。ボス戦においてキャラボンの力で異形の姿に変身してボンバーマンに襲い掛かる。
当時のビーダマンにおける設定では、5人衆のビーダマンが発売された頃、『コミックボンボン』の記事にて彼らはシャドーボンバー総帥の部下（プリティボンバーのみ娘）であり、シャドーボンバーが唯一信頼する部下がプラズマボンバーであると紹介された。
『サターンボンバーマンファイト!!』でのみ、「凶悪ボンバー五人衆」といったように「5」が漢数字で表記されている。

## メンバー
マグネットボンバー
- 登場作品：『スーパーボンバーマン2・3』『ボンバーマンストーリー』

磁石をモチーフとした額飾りと水色の長いスカーフを身に着けた青いボディが特徴のボンバーマン。単純で自惚れ屋、早とちりしやすい性格。
『スーパーボンバーマン2』では動きが素早く、ボンバーマンを追尾するマグネットボムを使う。これは『スーパーボンバーマン5』の追跡ボムとは違い、ボンバーマンが同じラインにいる場合のみ吸い付いてくる。爆風の色は青。火力は5マス。ごく稀にソフトブロックを通過する。ダメージを受けると地団太を踏む。一度敗れた後もアイアンジーグに搭乗して戦う。
『スーパーボンバーマン3』ではモリモリスターを支配している。ボンバーマンと対面すると本人が直接戦う事は無く、戦闘ロボットのバケロンに搭乗する。
『ボンバーマンストーリー』では草原ゾーンを支配している。変身後の詳細は後述。
ゴーレムボンバー
- 声：江川央生（『サターンボンバーマンファイト!!』）
- 登場作品：『スーパーボンバーマン2・3』『ボンバーマン ぱにっくボンバー（PCE-SCD）』『サターンボンバーマンファイト!!』『ボンバーマンストーリー』

炎をモチーフとした額飾りと巨体が特徴のボンバーマン。プラズマボンバーとの戦いで電子頭脳に異常をきたしてしまったため、思考回路が不完全な状態になり、スクリーンの顔面も正常に映し出されず、心電図あるいはテレビの砂嵐のようになっている。小鉄からゴーレムボンバーの実力は高く評価されている（ゴーレムボンバー自身は小鉄の「ござる」と言う語尾を「小猿」と聞き間違えており、自身を馬鹿にしていると感じて小鉄を嫌っている）。
『スーパーボンバーマン2』ではボディが赤色で、パワーグローブを標準装備。爆弾の火力は最大値を誇っているが、自分の投げた爆弾の爆風から逃げ切れないほど動きが遅い。爆弾に特殊能力はない。爆風の色は赤。ダメージを受けると目が光る。敗れると移動砲台のブレストファイアーに搭乗して戦う。
『スーパーボンバーマン3』ではアチアチスターを支配している。ボンバーマンとは直接戦わず、戦闘ロボットのドッカーンに搭乗する。この作品からボディがオレンジ色になる。
『ボンバーマン ぱにっくボンバー(PCE-SCD)』にも登場。
『サターンボンバーマンファイト!!』では、『スパボン3』でボンバーマンに敗れた後、森の中を彷徨い倒れたところをまみに助けられた。それにより人の暖かさを感じ、心優しく、自然と動物を愛するのんびり屋へと性格が変わった。その後まみの母親の病気を治すため、大会に参加する。まみから「ゴーちゃん」と呼ばれている。戦闘員12号との戦いで、ゴーレムボンバーは、元ヒゲヒゲ団所属だった事が明かされる。また、彼には賞金が掛けられている（ハニーのストーリーにおいてのゴーレムボンバー戦にて）。作中での会話から、うるさい者としつこい者を疎ましく思う性格が窺える。
『ボンバーマンストーリー』では砂漠ゾーンを支配。ボンバーマンを小馬鹿にするような口調を取るなど好戦的な性格となっている。変身後の詳細は後述。
プリティボンバー（プリティーボンバー）
- 声：大野まりな（『ボンバーマン ファンタジーレース』）
- 演：沢口遥
- 登場作品：『スーパーボンバーマン2・3』『スーパーボンバーマン ぱにっくボンバーW』『とびだせ!ぱにボン』『ボンバーマンGB2』『ボンバーマン ぱにっくボンバー（PCE-SCD）』『ネオ・ボンバーマン』『ボンバーマン ファンタジーレース』『ボンバーマンストーリー』『ボンバーマンオンライン』『対戦！ボンバーマン』

凶悪ボンバー5人衆の紅一点。額の飾りはハート型。ピンクの服を着ており、首には黄色いスカーフを巻いている。人間の美女を思わせる目元をしている。また、登場作品数は5人衆中で群を抜いている。
『ボンバーマンファンタジーレース』のように、作品によってはハニーの性格も反映されている。
趣味は『とびだせ!ぱにボン』ではカラオケが得意で、『ぱにボンW』では特撮番組が好きとされている。
『スーパーボンバーマン2』では不規則に動く性質を持つハート型ボムをばら撒くが、動きが遅いので逃げ切れず自爆することがある。爆風の色はピンク。火力は4マス。ダメージを受けると泣く。倒されてもマスクチェンジに搭乗して戦う。本作でボンバーマンに負けた事をかなり根に持っており、『ぱにボンW』では仲間の敵を討つために乱入してくる（登場は、難易度設定をノーマル以上にした場合に限る）。
『スーパーボンバーマン3』ではブクブクスターを支配している。ボンバーマンとは直接戦わず、戦闘ロボットのガメプクに搭乗して襲ってくる。バトルゲームではワールドボンバーの1人（フランス代表）として参加する（ゲーム本編とはグラフィックが異なる）がゲームに負けてしまうと泣く。操作せず放っておくとその場で投げキッスをする。また、パスワード入力画面及び漫画版ではマスクを外した素顔が見られる。
『とびだせ!ぱにボン』では、グッドエンドルートの最終ボス。「もいる城」にてボンバーマンと戦う。ボンバーマン同様黄金のボンバーマン像を盗りに来た。エンディングではボンバーマンとのツーショットが見られる。なお、プリティーボンバーが初めて最終ボスとして登場した作品である。
『ネオ・ボンバーマン』ではバグラーに捕らわれたボンバーマンの一人として登場。エンディングでは白ボンバーマンと黒ボンバーマンの所から去ろうとしたが、ハート型のボムを置いたまま去っていた。
『ボンバーマンファンタジーレース』ではレースの賞金が欲しいため参加。
『ボンバーマンストーリー』では海辺ゾーンを支配。既にボンバーマンに倒されているマグネットボンバーからの報告を受けた上で、ボンバーマンに対して自らの勝利を宣言するなど自信過剰な節が見られる。変身後の詳細は後述。
『ボンバーマンランドシリーズ』に登場するプリティボンバーに関しては、こちらを参照。
世界観の異なる作品である『ボンバーマンジェッターズ』にも「プリティボンバー」が登場する。
ブレインボンバー
- 登場作品：『スーパーボンバーマン2・3』『ボンバーマンストーリー』

炎や王冠を連想させるような額飾りと身にまとった紫色のマントが特徴のボンバーマン。左目にゴーグルのような機械を付けている。『スーパーボンバーマン2 ハドソン公式ガイドブック』に収録された漫画では、リモコンボムを開発した科学者と説明されている。
『スーパーボンバーマン2』ではボディ、手袋と靴は紫色で、アンテナは白、右目は黄色、左目レンズは青。爆弾の火力は最弱だが、リモコンボムを使用する。爆風の色は紫。白ボンに爆弾で挟まれると、自らのリモコンボムで自爆してでも脱出を図る。マグネットボンバーと同じく、ごく稀にソフトブロックを通過する。ダメージを受けると全身を激しく震わせる。倒されてもボンバーロボに搭乗して戦い続ける。
『スーパーボンバーマン3』ではボディの色が薄い焦げ茶色に変わり（マントは紫のまま）、目は紫色になり、レンズは緑色になった。サラサラスターを支配している。ボンバーマンとは直接戦わず、戦闘ロボットのポンチョーズに搭乗して、トゲトゲ&チクチクの2体を一度に操る。
『ボンバーマンストーリー』では「天空の城 ファンタシー」のボスであり、凶悪ボンバーの最高指導者となっている。冷酷で計算高く、自分の目的の為なら敵や仲間をも利用し、恐怖で支配するという残酷な性格の持ち主。惑星ファンタリオンの侵略を企んでおり、以前にも攻めてきた事がある。しかしマックスに敗れ、しばらく姿をくらましていた。ほとぼりが冷めた頃に再び攻め込み、ダンジョン等を準備してマックスを待ち構え、プラズマボンバー達に彼を倒させた。そしてその精神を利用し、洗脳して最終兵器を造らせていた。他の4人をキャラボンと合体させて強化するため、ファンタリオンの女王エメラリーダに仕える4賢者に「5人衆にはそれぞれ苦手としているキャラボンがいる」という偽の情報を流し、各メンバーのパワーアップに必要なキャラボンの一部分を集めさせた後キャラボンと共に捕縛した。戦闘では他の4人と違い、変身しない。『スーパーボンバーマン3』のバグラーに似た動きをし、ボヨヨンボムを使用し、バリアを張りながら投げつけて攻撃する。端から端まで空中浮遊し、ボンバーマンに狙いを定め雷を放つ。雷は、上下左右の4つの方向に打って広まる。
プラズマボンバー
- 登場作品：『スーパーボンバーマン2・3』『ボンバーマンストーリー』

凶悪ボンバー5人衆のリーダー格。緑色のボディや雷をモチーフとした額飾りと赤いスカーフが特徴のボンバーマン。よく腕組みをしている。冷静で落ち着いていてプライドが高い。
『スーパーボンバーマン2』では黄色いボディを持つ。中心に赤いバンド、先端にスパイクがついた爆弾を使用する。とても動きが素早い。戦法はゴーレムボンバーと同じで、パワーグローブの力で爆弾を投げつけるが、爆弾そのものに特殊能力はない。爆風の色は金色で、火力は6マス。ダメージを受けると飛び跳ね、空中で苦しむ。倒されてもスケルガードに搭乗して再戦を挑み、それをも破壊されると、和解の証として機体を降りて白ボンに和解の握手を求めるが、その瞬間に背後のスケルガードから発せられたビームを浴びて機能停止・消滅する。
『スーパーボンバーマン3』ではユキユキスターを支配している。ボンバーマンと直接戦闘はせず、フリーザービューナスに搭乗して戦いを挑んでくる。この作品からボディが緑色になる。
『ボンバーマンストーリー』では氷原ゾーンを支配している。誰よりも打倒ボンバーマンに燃えており、他の4人と違いボンバーマンを見下した発言もしない。変身後の詳細は後述。

## 戦闘マシーン
凶悪ボンバー5人衆が搭乗する巨大マシン。

### 『スーパーボンバーマン2』
アイアンジーグ
マグネットボンバーが乗る戦闘マシン。スピードが遅い上に左右にしか動けず、攻撃手段も鈍いパンチのみ。HPは11。
ブレストファイアー
ゴーレムボンバーが乗る戦闘マシン。四隅の迫撃砲から放たれる火の玉が着弾すると、爆弾の最大火力を凌ぐ規模の爆風が襲いかかる。HPは10。
マスクチェンジ
プリティボンバーが乗る戦闘マシン。太陽を模した外見をしている。常にボンバーマンを目で追ってくる。ウィンクして左目から星を8方向に飛ばしてきたり、投げキスをして右目から誘導弾のハートを飛ばしてくる。ハートには当たり判定は無いが、ハートを爆風で破壊すると怒り、一定時間ボンバーマンを素早い動きで追跡してくる。ダメージを与える際、ハートを壊した際、ダメージを与えて倒した際は、文字通りメカの「顔が変化」して恐ろしい形相になる。HPは11。
ボンバーロボ
ブレインボンバーが乗る戦闘マシン。その名の通りボンバーマン（白ボンバーマン）を巨大化させたような外見のロボ。一定の動きを繰り返す他のロボットと違って、常にボンバーマンを追い掛けて来る。ただし他の4体とは異なり、ブロックを通過できない。巨大爆弾が武器で、その火力は『スーパーボンバーマン4』などに登場する「デンジャラスボム」に近い方形状。HPは9。
スケルガード
プラズマボンバーが乗る戦闘マシン。浮遊する両手を持つドクロのロボット。アイアンジーグと同じく左右にしか動けないがスピードは速く、ボンバーマンが目前に並ぶと突進してくる。口からは爆弾では破壊できない頭蓋骨を3匹ばら撒く（ただし、一定時間で消える）。体力が並外れており、左手8回・右手8回・本体12回の合計28回もダメージを与えなければならない。スケルガードを破壊すると、中からG.ガンズが現れる。
後に『ボンバーマンポータブル』のステージ9のボスとして再登場した。その際はバグラーが操作している。
G.ガンズ
スケルガードを破壊後に登場、不規則に移動し爆風ではダメージを与えれず、パワーグローブで投げないとダメージを与えられない。ダメージを与える度に移動スピードが上がる。HPは6。

### 『スーパーボンバーマン3（戦闘マシーン）』
バケロン
マグネットボンバーが操縦する、狐の姿をした巨大メカ。頭に乗せている葉を前方4方向に投げつけ、ボンバーマンをウサギに（しばらく爆弾が置けなくなる）、ルーイを亀に（移動速度が下がる）、爆弾をリンゴ（ボーナスアイテム）に変えてプレイヤーの行動を制限させる。また狐火に変身し、素早い動きで襲い掛かって来る。HPは6。
ドッカーン
ゴーレムボンバーが操縦する、火山を模した巨大メカ。頭部の火口から火山弾、口から火炎弾を放出する。ほかにも両腕を火柱に変えて振り回す、両腕を飛ばす（ボンバーマンに直接飛ばすのではなく、左右に飛ばして地震を発生させボンバーマンの動きを止める）等の攻撃をする。HPは6。
ガメプク
プリティボンバーが操縦する、亀の姿をした巨大メカ。水蒸気でボンバーマンの動きを鈍らせ、高速で移動しての体当たりを得意とする。HPは6。
ポンチョーズ
ブレインボンバーが操縦する、ポンチョを纏ったサボテン型の巨大メカ。トゲトゲとチクチクの兄弟が二体一組で攻撃してくる。どちらかが帽子を被る事によって、お互いの攻撃パターンが変化する。なお、ブレインボンバーがどこに搭乗しているのかは不明。HPは2体とも6。
『ボンバーマン（DS）』のノーマルモードの4面のボスとしても登場する。
フリーザービューナス
プラズマボンバーが操縦する、美姫の姿をした巨大メカ。氷の結晶や竜巻を撃ち出して攻撃する。攻撃の際は形相が変化する。HPは8。

## 合体・変身

### 『スーパーボンバーマン3』
ガッタイダー
5人衆が合体した姿で、バグラーが搭乗する戦闘メカ。それぞれ右肩がマグネットボンバー、左肩がプリティーボンバー、右足の付け根がブレインボンバー、左足の付け根がプラズマボンバー、腹がゴーレムボンバーの顔になっている。頭部にルーレットがあり、それによって出現した5人衆それぞれの額飾りによって攻撃手段が決まる。マグネットボンバーの額飾りは両腕からロケットパンチを発射、ゴーレムボンバーの額飾りは火球を放ち、プリティーボンバーの額飾りはダメージが蓄積している程火力の上がるハート型爆弾を、ブレインボンバーの額飾りは追跡ミサイルを射出し、プラズマボンバーの額飾りは両腕からレーザーを浴びせてくる。

### 『ボンバーマンストーリー』
本作では、キャラボンと合体して別の姿となるのが特徴だが、ブレインボンバーだけは単身で戦う。
マグネットドラゴン
マグネットボンバーがポミュファングと合体した姿。青い蛇のような竜で、炎を吐いて攻撃する。ダメージを受けると頭部だけ逃げて、体は爆発を起こす。弱点はその頭部である。なお戦闘前の会話シーンで「マックスは既にこのオレ…マグネットボンバーが倒したぞ!ハハハハハ!」と語っているが、オープニングデモではマックスはプラズマロックに敗北している。倒すと勇気のメダリオンが手に入る。
プリティーバルーン
プリティーボンバーがシーポミュと合体した姿。タコの様な怪物で、弾を発射して攻撃する。ダメージを受けるとゼリー状や粒子状に変形。粒子状の時はどんな攻撃も受け付けない。倒すと正義のメダリオンが手に入る。
プラズマロック
プラズマボンバーがポミュドラゴンと合体した姿。コウモリと熊を合わせたような合成生物で、5方向に羽を発射して攻撃する。ダメージを受けると暴風を起こしながら卵爆弾を放ってくる。倒すと愛のメダリオンが手に入る。
ゴーレムゴースト
ゴーレムボンバーがシーウィングと合体した姿。ボディが青く変色し、青いマントを身にまとっている。召喚する4体のゾンビボンバーは基本的に徘徊しているだけだが、ダメージを受けると大爆発を起こして朽ちる。その後は外野からみそボンとして爆弾を投げてくる上に、4体全てがみそボンになると再びゾンビとして地中に戻りそこから全員蘇るという、非常に厄介な存在。ゴーレムゴースト自身は、浮遊しながらボンバーマン目掛けて火球を放って攻撃する。ダメージを受けると雷を放ち、ゾンビもろともボンバーマンを爆発させようとする。HPが上記の3体と比べ、桁違いに高い。倒すと友情のメダリオンが手に入る。